# Adelaide Casino

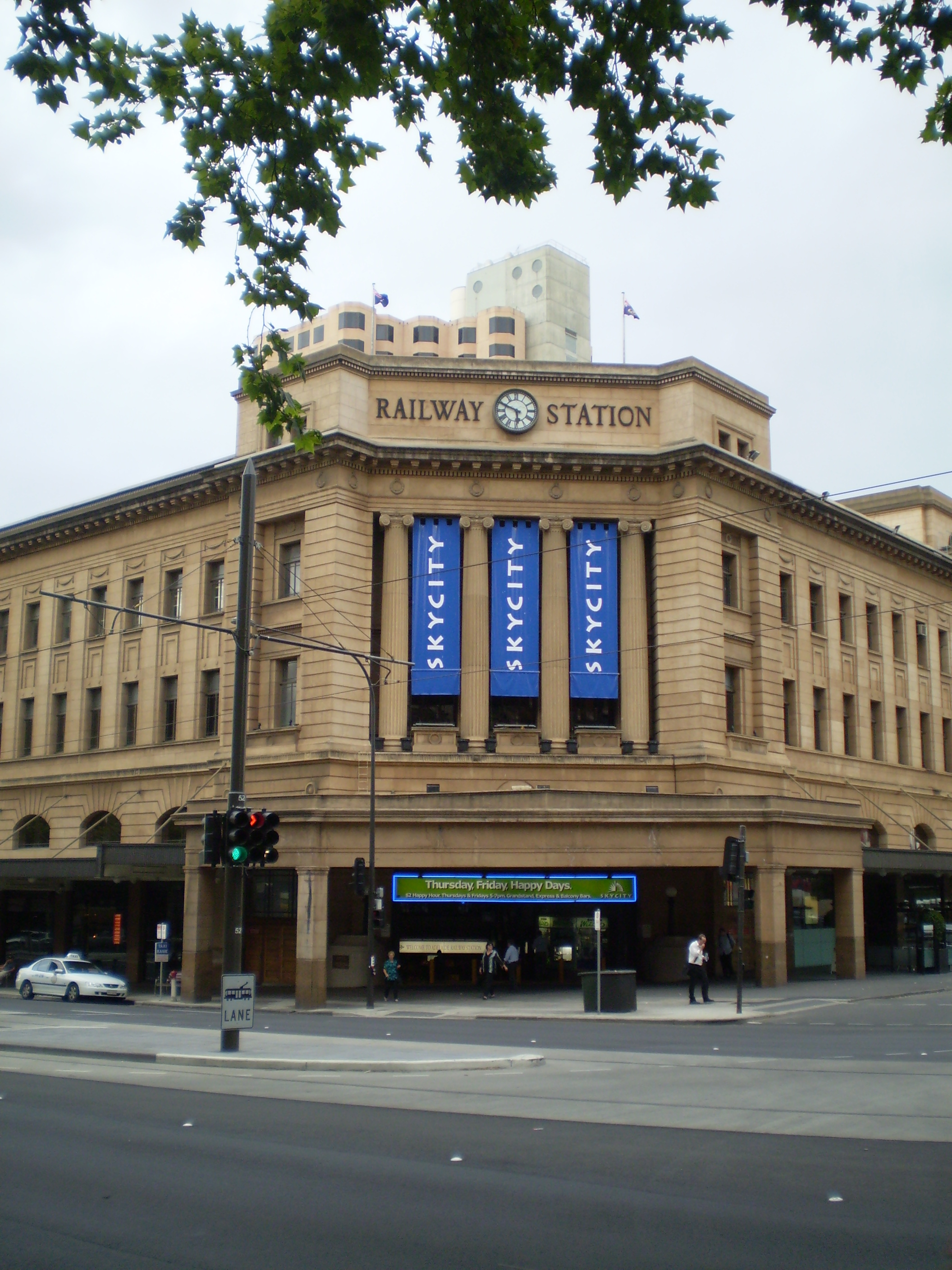
Bahnhofsgebäude von Adelaide

Das Adelaide Casino ist ein seit 1985 bestehendes Casino und eine Freizeiteinrichtung an der nördlichen Grenze des Stadtzentrums von Adelaide. Es befindet sich im denkmalgeschützten Bahnhofgebäude von Adelaide. Das Casino umfasst 90 Spieltische und 950 Spielautomaten, zudem etliche Bars, Funktionsbereiche und Restaurants. Es wird als Teil der Skycity Entertainment Group behandelt und ist das einzige lizenzierte Casino von South Australia. Mit über 1100 Mitarbeitern ist es der zehntgrößte Arbeitgeber in South Australia. In den Jahren 2007/2008 zahlte das Adelaide Casino über 41 Millionen Dollar Steuern und Gebühren an den Staat und die Bundesregierung.
Koordinaten: 34° 55′ 16,7″ S, 138° 35′ 51,3″ O